# Simon the Sorcerer: Wer will schon Kontakt?
Simon the Sorcerer: Wer will schon Kontakt? ist ein Computerspiel des deutschen Spieleentwicklers Silver Style Entertainment aus dem Jahr 2009. Das Adventure ist der fünfte Teil der Spieleserie Simon the Sorcerer und der zweite Teil nach Simon the Sorcerer: Chaos ist das halbe Leben, der von Silver Style Entertainment entwickelt wurde.

## Handlung
Simon the Sorcerer: Wer will schon Kontakt? spielt wie seine Vorgänger in der Zauberwelt, einer märchenhaften Parallelwelt der Erde. Der Protagonist Simon reiste einst durch einen Kleiderschrank in diese Welt und hat sich dort mit seiner Freundin Alix zur Ruhe gesetzt. Im fünften Teil der Reihe wird seine Freundin entführt und Simon muss nicht nur sie, sondern auch die Zauberwelt vor einer Invasion durch Außerirdische retten. Zauberei spielt in diesem Teil eine viel kleinere Rolle als in den Vorgängern. Stattdessen liegt der Schwerpunkt auf Steampunk-Elementen und Science-Fiction-Anspielungen.

### Kapitel 1
Das Spiel beginnt mit einer Silvesterfeier. Am nächsten Morgen stehen aggressive grünhäutige Gestalten vor der Tür des Zauberladens, in dem Simon zwischen allerhand Pizzaschachteln genächtigt hat. Simon kann den schießwütigen Außerirdischen entkommen. Doch vor den Toren der Stadt lauert eine Armee der Außerirdischen, die, wie es aussieht, die Zauberwelt vernichten wollen. Simon erfährt von der Einbrecherin Goldlöckchen – einer alten Bekannten aus Simon the Sorcerer 2 – dass seine Freundin Alix von den Außerirdischen entführt wurde. Anschließend spricht er mit Doktor Walden und  Dänichen, die sich versehentlich im Keller des Rathauses eingesperrt haben. Doktor Walden verrät Simon, dass er ein Fluchtfahrzeug besitzt, mit dem sie den Außerirdischen entkommen können. Simon muss ihn aber zuerst befreien. Auf dem Marktplatz wird er vom Sumpfling angesprochen, einer humanoiden Amphibie, die wie ein Koch gekleidet ist und behauptet, Simons Freund zu sein. Der Sumpfling begleitet den Zauberer von da an. Simon überzeugt die Stadtwache, ihm den Schlüssel fürs Rathaus zu übergeben. Nachdem er Doktor Walden befreit hat, stellt sich heraus, dass dieser alleine mit seiner Sockenpuppe im Keller eingesperrt war und Selbstgespräche führt. Gemeinsam machen sie sich auf den Weg zum Versteck des Fluchtfahrzeugs. Nachdem Simon mit Chili ein Loch in die Stadtmauer geätzt hat, wird er jedoch von Maulwurfs-Agenten überrascht, die ihn mit Laserwaffen bedrohen. Doktor Walden ergreift die Flucht und Simon wird von den Maulwürfen auf eine Pirateninsel entführt.

### Kapitel 2
Simon wurde von den Maulwürfen in die Kapitänskajüte eines Schiffswracks gesperrt. Seinen berühmten Zauberhut, in den unzählige Gegenstände hinein passen, hat man ihm abgenommen. Er kann als Ersatz eine Kiste benutzen, aber jeweils nur wenige Gegenstände herausnehmen. Die Flucht aus der Kajüte gelingt Simon nach einem Wortwechsel mit dem feministischen Rotkäppchen, das ihm schließlich die Tür öffnet. Ein anderer Teil des Schiffswracks wurde in eine Strandbar umfunktioniert. Dort trifft Simon den betrunkenen Wolf und einen Flaschengeist, der sich nun als Psychiater betätigt. Außerdem sitzt in der Bar ein Blechpapagei namens Polly. Neben der Bar wurde zudem eine Hütte errichtet, in der das Rotkäppchen lebt. Das schlagfertige Mädchen liegt aber gerade am Strand in der Sonne. Simon nutzt die Gelegenheit und entwendet ihren Rucksack, den er fortan anstelle seines Zauberhuts als Inventar nutzen kann. Mit Pollys Hilfe kann Simon die zuvor verschlossene Strandhütte des Erfinders Dr. Edward Peach betreten. Bevor Simon Gelegenheit hat, mit diesem zu sprechen, kommen ihm erneut die Außerirdischen in die Quere. Sie demolieren die Einrichtung und Dr. Peach bricht nach einem Kurzschluss seiner Gerätschaften tot zusammen. Mit Hilfe einer modifizierten Voodoopuppe gelingt es Simon, den Erfinder wiederzubeleben. Dieser stellt sich anschließend als Spezialist für die Entwicklung künstlicher Intelligenz vor.

### Kapitel 3
Simon will seinen Zauberhut wiedererlangen. Der Pirat Kapitän Narrow erzählt ihm von einem Tunnel, der zu den Maulwürfen führt, die den Hut gestohlen haben. Simon berät sich mit dem Erfinder und soll Material für eine Grabemaschine besorgen. Als Antrieb sollen Siebenmeilenstiefel dienen, die Simon zusammen mit dem Skelett des gestiefelten Katers am Strand ausgräbt. Mit der fertigen Grabemaschine gelangt Simon in die Unterwelt und zur Stadt der Maulwürfe. Dort trifft er auf die Anführer der Maulwürfe – die drei weisen Greise. Diese erklären, dass sie seinen Hut für Forschungszwecke brauchten und er ihn nun wiederbekommen kann. Außerdem wollten sie ihn vor den Nihoniern, den Außerirdischen schützen, die ihn mit seinem Hut als Simon den Zauberer erkannt hätten. Sie behaupten, Simon sei das eigentliche Ziel der Außerirdischen. Die Nihonier würden zudem die Zauberwelt mit ihrem Auge des Todes vernichten, indem sie Pechwellen darauf schießen. Simon soll sich nun auf die Reise in den Weltraum machen, um die Welt zu retten. Die Maulwürfe geben ihm Baupläne für den Bau eines Raumschiffs mit, das der Erfinder für ihn konstruieren soll. Abgesehen vom Raumschiff braucht Simon allerdings auch noch eine Crew für seine Weltraumexpedition. Er kann Rotkäppchen, den Wolf, Polly und den zwischenzeitlich aufgetauchten Sumpfling als Crew für sich gewinnen und verlässt gerade rechtzeitig mit der umgebauten "Black Pear" die Insel, als sie von den Nihoniern überfallen wird.

### Kapitel 4
Auf dem Schiff reißt jedoch das Rotkäppchen sofort das Kommando an sich. Sie weigert sich, Simon zu helfen, solange es auf dem Schiff keine fünfzigprozentige Frauenquote gibt. Simon verkleidet den Wolf als Frau. Anschließend wird die Black Pear nicht nur vom Auge des Todes bedroht, sondern auch von einem Weltraum-Tintenfisch angegriffen. Simon wagt sich im Taucheranzug nach draußen und attackiert den Tintenfisch mit einer Harpune. Da sich der Tintenfisch jedoch mit dem Antrieb des Schiffes verheddert hat, stürzt es auf dem Auge des Todes ab. Kaum gelandet, erscheinen die Nihonier und nehmen Simon mit.

### Kapitel 5
Jetzt ist der Wolf am Zug. Er wird von einem violetten Außerirdischen angesprochen, der sich als Meister Ionas vorstellt und den Wolf, den er den Ausrangierten nennt, ausbilden möchte. Meister Ionas befreit den Wolf von seiner Alkoholsucht und lehrt ihn die Kraft des Gedankenlesens, des Gedankenkontrollierens, der Vorhersehung und der Telekinese. Mit Hilfe dieser neuen Kräfte gelangt der Wolf auf die Brücke des Nihonierschiffes und kann auch verstehen, was die Außerirdischen sagen. Da ihm dies nicht weiterhilft, teleportiert er sich erst einmal in den zentralen Computer des Schiffes. Es gelingt dem Wolf, den Computer zu überlasten, sodass das Auge des Todes seinen Strahlenschuss nicht auslösen kann. Währenddessen erfährt Simon von den Nihoniern, dass sie Touristen sind und nur ein Foto von ihm machen wollen. Simon versteht nun, dass die Nihonier mit ihren Fotoapparaten Pechwellen aussenden und damit Unglücke verursachen, die die Planeten, die sie besuchen, schließlich zerstören. Die Nihonier wollen Simon aber nicht glauben. Simon bittet mit seinem Kommunikator, den die Maulwürfe ihm mitgegeben haben, die Maulwürfe um Hilfe. Die sind gar nicht begeistert, dass Simon ihre Position an die Nihonier verrät, also muss Simon das Problem aus eigener Kraft lösen. Er hält eine Rede, um Maulwürfe und Nihonier davon zu überzeugen, dass alles ein Missverständnis war. Am Ende betritt auch Alix die Brücke, womit Simons Aufgaben in diesem Spiel erfüllt sind.

## Hauptcharaktere
Simon the Sorcerer
Spieler-Charakter und Protagonist der Spielreihe. Er hat immer einen Spruch parat, um andere Charaktere zu ärgern.
Wolf
Der Wolf, der anfangs ein Alkoholproblem hat, wird in einem späteren Kapitel zeitweise ebenfalls vom Spieler gesteuert.
Rotkäppchen
Ein schlagfertiges Mädchen, das sich für Frauenrechte einsetzt und damit gegenüber Simon zeitweise als Antagonistin auftritt.
Sumpfling
Kleinwüchsige, humanoide Amphibie, die Simon begleitet und unterstützt, indem sie Sumpfsuppe kocht. Der Sumpfling erhofft sich dafür Simons Freundschaft.
Maulwürfe
Mit Trenchcoat, Schlapphut und Sonnenbrille bekleidete Maulwurfsagenten arbeiten im Untergrund gegen die Invasion der Außerirdischen. Sie werden von drei weisen alten Maulwürfen befehligt.
Die Nihonier
Außerirdische Kreaturen mit Strahlenwaffen, die die Zauberwelt bedrohen

## Spielprinzip und Technik
Wie im Vorgänger Simon the Sorcerer: Chaos ist das halbe Leben werden im 5. Teil der Serie wieder 3D-Charaktere durch eine zweidimensionale Spielwelt bewegt. Im Gegensatz zum Vorgänger werden die Charaktere im Cel-Shading-Stil dargestellt, wodurch sie an Comicfiguren erinnern. Die Umgebungen, die in Teil 4 offensichtlich auf 3D-Renderings basierten, wirken im 5. Teil eher handgemalt.
Die Steuerung erfolgt per Point-and-Click-Interface. Der Spieler deutet mit dem Mauszeiger auf Objekte und kann sie mittels Klick betrachten oder damit interagieren.
Wie auch im Vorgänger kann Simon in diesem Spiel nicht sterben. Das Spiel kann jederzeit gespeichert werden. Zudem gibt es eine mehrstufige Hilfefunktion zur Unterstützung beim Lösen der Rätsel.
Im Spiel gesammelte Gegenstände werden in einem Inventar abgelegt, welches am unteren Bildschirmrand eingeblendet wird. Eingesammelte Gegenstände können dort auch miteinander kombiniert werden.

## Produktionsnotizen
Der fünfte Teil der Reihe wurde am 20. August 2008 auf der Games Convention unter dem Arbeitstitel Simon the Sorcerer 5 angekündigt. Zu diesem Zeitpunkt hieß es von Seiten des Publishers noch, im fünften Teil müsse Simon rückwärts durch die Zeit reisen, um sein Gedächtnis wieder zu erlangen. Dies entspricht allerdings nicht der Spielhandlung, die es ins fertige Spiel geschafft hat. In einer Pressemeldung von Ende Januar 2009 wurden Screenshots veröffentlicht, die inhaltlich dem Spiel entsprachen. Das Spiel wurde am 26. März 2009 veröffentlicht. Der Entwickler Silver Style meldete 2014 Insolvenz an – vier Jahre nach der Insolvenz des Publishers TGC. Im selben Jahr wurde ein Nachfolger der Simon-the-Sorcerer-Reihe vom irischen Entwickler StoryBeasts angekündigt. Dessen Entwicklung wurde allerdings 2016 eingestellt.

## Zitate und Easter Eggs
Der modebewusste Käpt'n Narrow und die Black Pear sind eine Hommage an Captain Jack Sparrow und sein Schiff, die Black Pearl, aus der Filmreihe Fluch der Karibik. Das Auge des Todes ist vom Todesstern aus der Space-Opera Krieg der Sterne inspiriert. Der Geist Dude ist eine Karikatur des Dude aus The Big Lebowski. Meister Ionas erinnert an Yoda, ebenfalls aus Krieg der Sterne, sowie an den biblischen Jona, der laut einer Erzählung von einem Wal verschluckt wurde. Des Weiteren treten in Simon the Sorcerer: Wer will schon Kontakt? verschiedene bekannte Märchenfiguren auf wie das Rotkäppchen, der aus verschiedenen Kinder- und Hausmärchen bekannte Wolf, der gestiefelte Kater (oder das, was von ihm in dieser Geschichte übrig ist) sowie das Goldlöckchen aus Goldlöckchen und die drei Bären.

## Rezeption
Simon the Sorcerer: Wer will schon Kontakt? erhielt durchschnittliche bis gute Bewertungen. Die Rezensionsdatenbank GameRankings aggregiert 6 Rezensionen zu einem Mittelwert von 64 %.
Laut 4Players gibt es hinsichtlich der Story, der Inszenierung und des Humors Verbesserungen gegenüber dem „kindisch“ wirkenden Vorgänger. Kritisiert werden das Aussehen der weiblichen Charaktere und die Inszenierung der Zwischensequenzen. Das Fachmagazin Adventure-Corner bezeichnet die Story als überzogen, bewertet das Spiel insgesamt aber als gut.
Das GameStar-Magazin lobt das Spiel als kurze, aber gelungene Fortsetzung.
Im PC-Games-Test schneidet das Spiel als „nicht schlecht“ ab. Durch mangelhafte Dramatik, steife Charakteranimationen und aufgesetzte Gags entzaubert, kann das Spiel trotz der schön gestalteten, abwechslungsreichen Hintergründe und witzigen Charakteren wie dem Rotkäppchen nicht mit der Konkurrenz mithalten.
Auch das Fachmagazin Adventure-Treff lobt die hübsche Grafik, kritisiert allerdings den wenig subtilen Humor. Das Spiel wird insgesamt als solide bewertet.